# Ärkeänglar

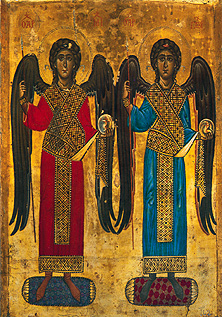
Ortodox ikon, från Katarinaklostret, som föreställer ärkeänglarna Mikael och Gabriel. Tillsammans med Rafael räknas dessa som ärkeänglar av judar, kristna och muslimer.

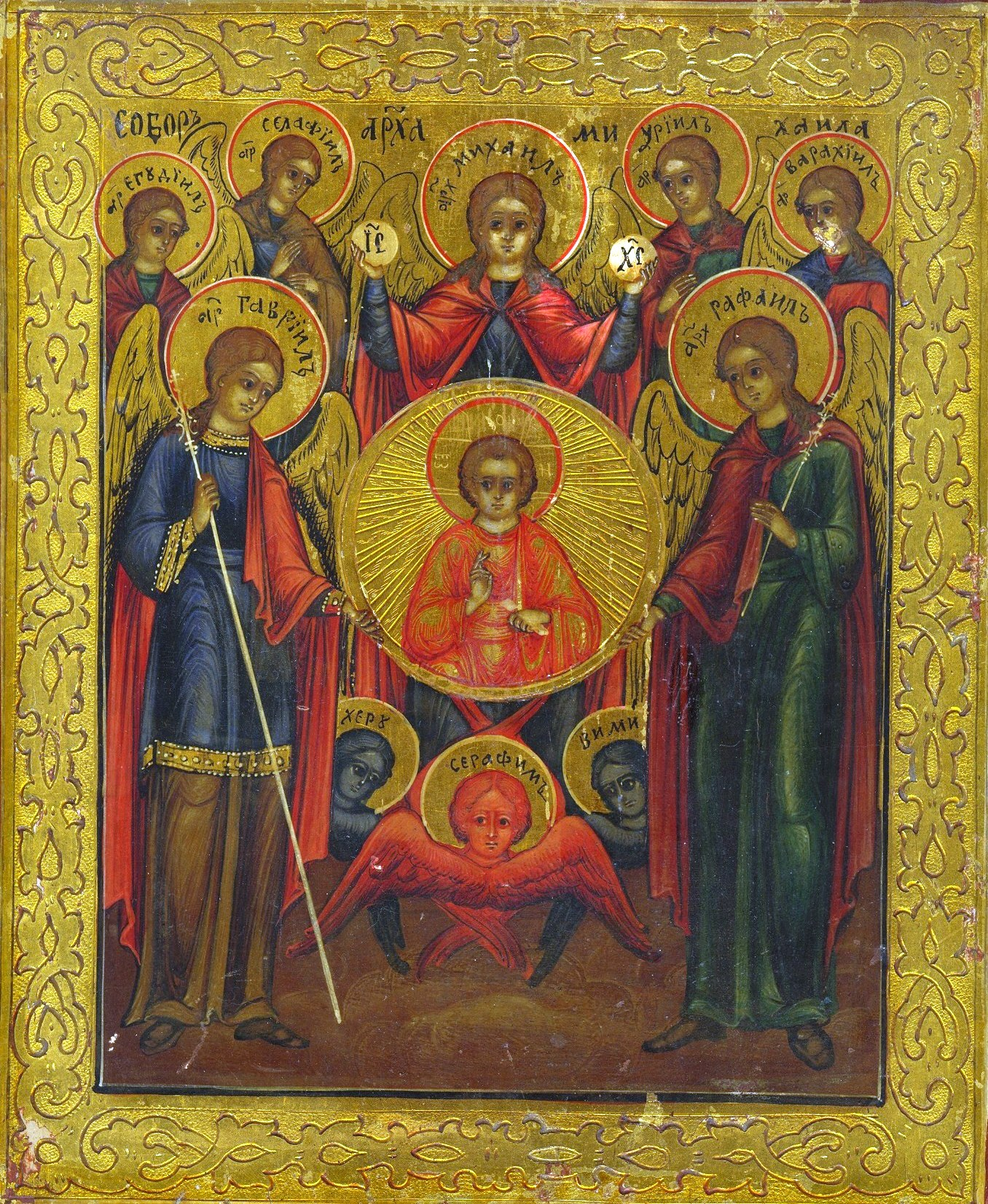
Rysk ikon som enligt östortodox tradition föreställer de sju ärkeänglarna, runt Jesus, i en så kallad synaxis.

Ärkeänglar är inom vissa religioner änglar med särställning i änglahierarkin. De återfinns i flera religiösa traditioner såsom zoroastrism, judendom, kristendom och islam. Deras antal varierar inom de olika religionerna från tre till fyra eller sju. Zoroastrismen räknar sex ärkeänglar som utgör Ahura Mazdas så kallade Välgörande Odödliga (Amesha Spenta). Zoroastrismen ger det äldsta belägget för förekomsten av ärkeänglar. 
I Romersk-katolska kyrkan firas de som helgon den 29 september och i Ortodoxa kyrkan firas de den 8 november.
Enligt Dionysios Areopagitas angelologi intar ärkeänglarna den näst nedersta platsen, över de vanliga änglarna.[förklaring behövs]
Ordet ärkeängel kommer via latin archangelus från klassisk grekiska αρχάγγελος archangelos, av αρχ- (arch-) ’främsta, första’, och άγγελος (angelos) ’budbärare’.

## Antal änglar
Enligt den klassiska, västkristna traditionen är ärkeänglarna tre till antalet: Mikael, Gabriel och Rafael. Ibland är de också fyra (inklusive Uriel) eller sju stycken. Det beror på informationskällan. Satan anses ofta vara en fallen ärkeängel, då känd som Lucifer eller Samael. I Bibeln omnämns dock bara Mikael som ärkeängel (Judas brev 1:9).
I den ortodoxa kristenheten erkänns sju ärkeänglar: Mikael, Gabriel, Rafael, Selafiel, Jegudiel, Barakiel, och Jeremiel; östortodoxa kyrkan menar emellertid att det finns tusentals andra ärkeänglar, vilka inte finns namngivna. Frånsett åminnelsedagar för enskilda helgon, är varje måndag helgad åt ärkeänglarna i den ortodoxa kyrkan.
Även enligt den apokrypiska Henoks bok är ärkeänglarna sju till antalet. I bokens kapitel 20 räknas de upp enligt följande:
1. Uriel – åskans och jordbävningens ängel
2. Rafael – människoandarnas ängel
3. Raguel, som verkställer hämnden på världen och ljusen
4. Mikael, som är satt över den bästa delen av människorna – folket
5. Sarakael, som vakar över de människobarns andar som förleder andarna till synd
6. Gabriel, som är satt över ormarna och paradiset och keruberna
7. Remiel, satt att vaka över dem som stiger upp

Ärkeänglarnas uppgift är att förmedla budskap till människor och till Gud. Ärkeänglarna råder över historien i cirka 300 år var. Varje god tanke eller gärning som kommer från människorna samlas hos ärkeänglarna och gror som ett frö till blomma. Och på detta sätt växer tanken eller gärningen genom hierarkin upp till Gud. De är rustade med svärd. Ärkeängeln Gabriel bär benådelsens lilja, medan Rafael ofta är följd av en man som tecken på beskydd.

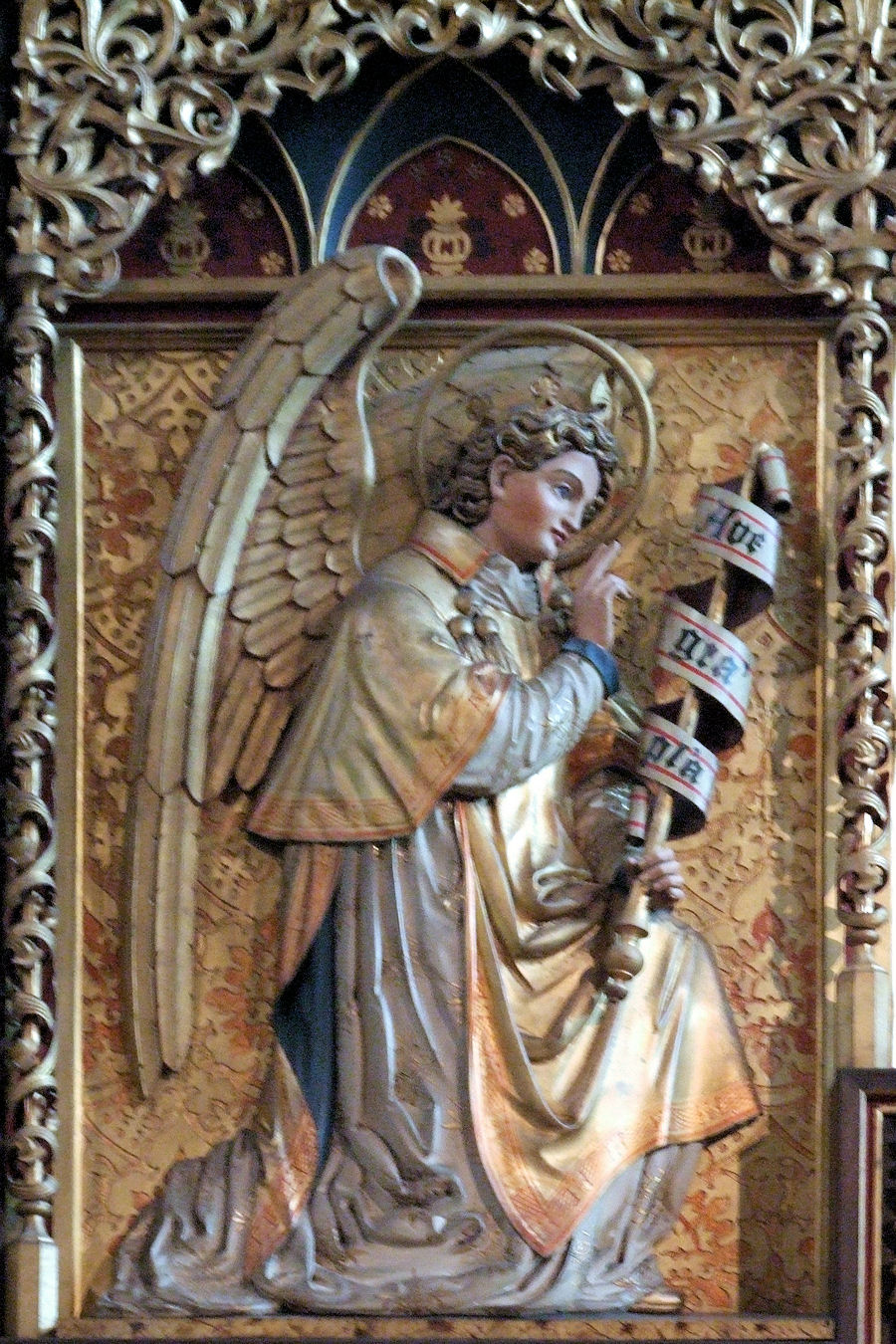
Ärkeängeln Gabriel
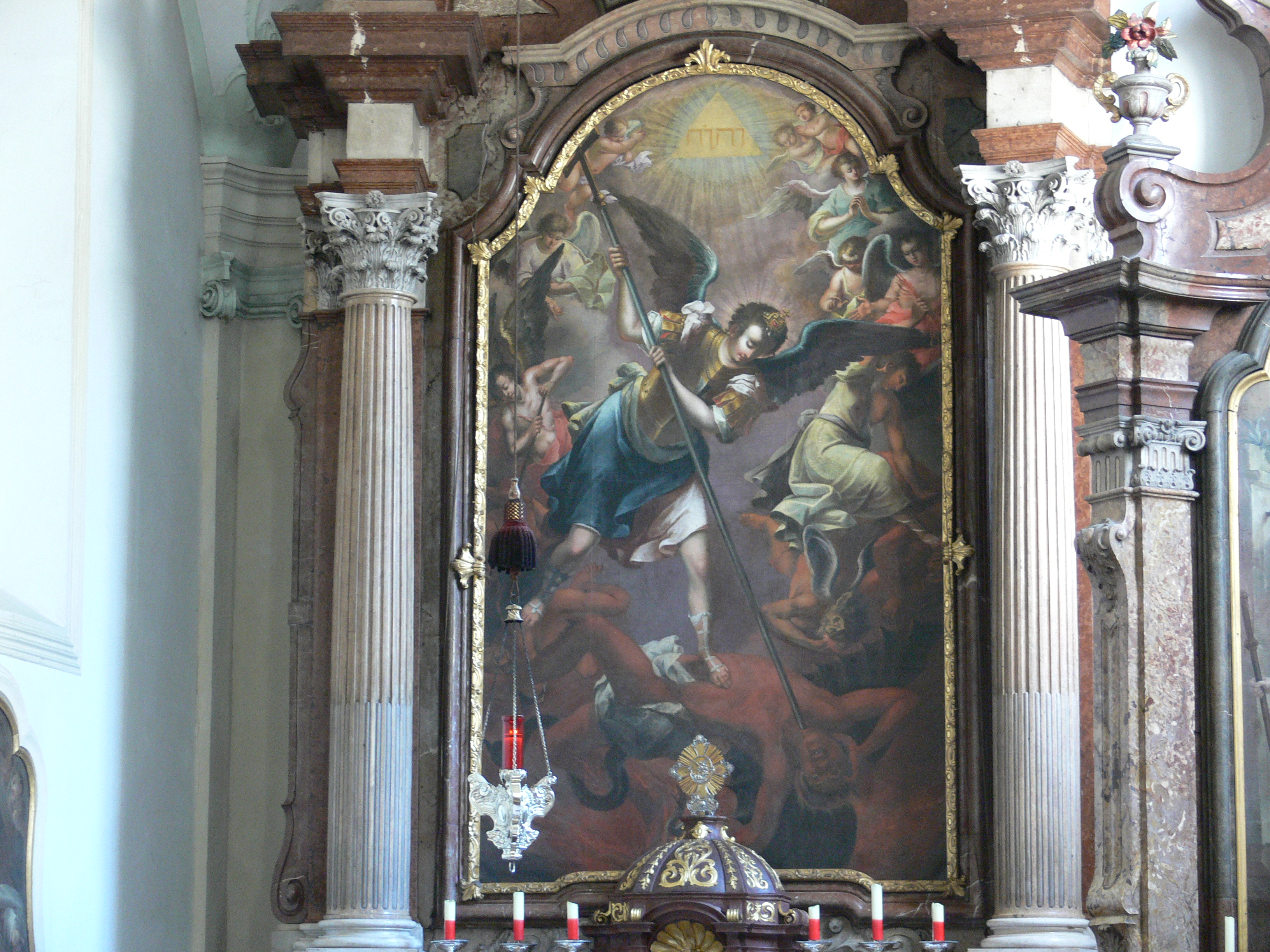
Ärkeängeln Mikael
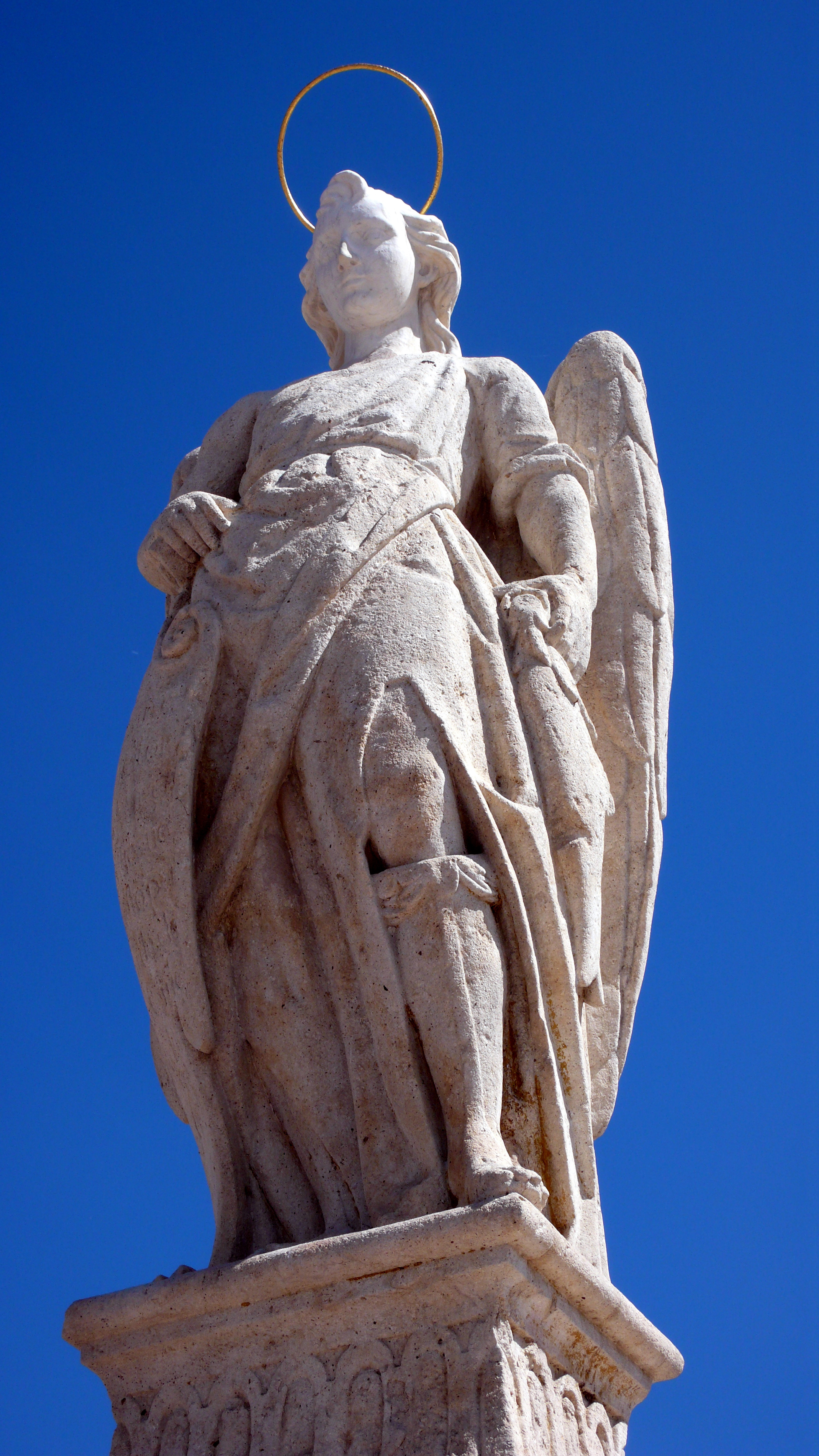
Ärkeängeln Rafael